# Februari 2013
| Februari 2013 |
| Månader under 2013: Januari · Februari · Mars · April · Maj · Juni · Juli · Augusti · September · Oktober · November · December ← December 2012 · Januari 2014 → |

## Händelser

### 2 februari
- Frankrikes nationalförsamling godkänner första paragrafen i en lag som tillåter samkönade äktenskap.[1]

### 11 februari

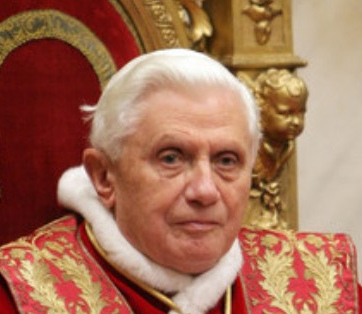
Benedictus XVI.

- Påven Benedictus XVI meddelar att han tänker abdikera från ämbetet den 28 februari.
- Royal Ahold meddelar att man tänker sälja sin 60-procentiga ägarandel i Ica AB till Hakon Invest, som ombildas till Icagruppen. Ica blir därmed åter svenskägt.

### 12 februari
- Nordkorea bekräftar att man genomfört ett kärnvapenprov.

### 15 februari

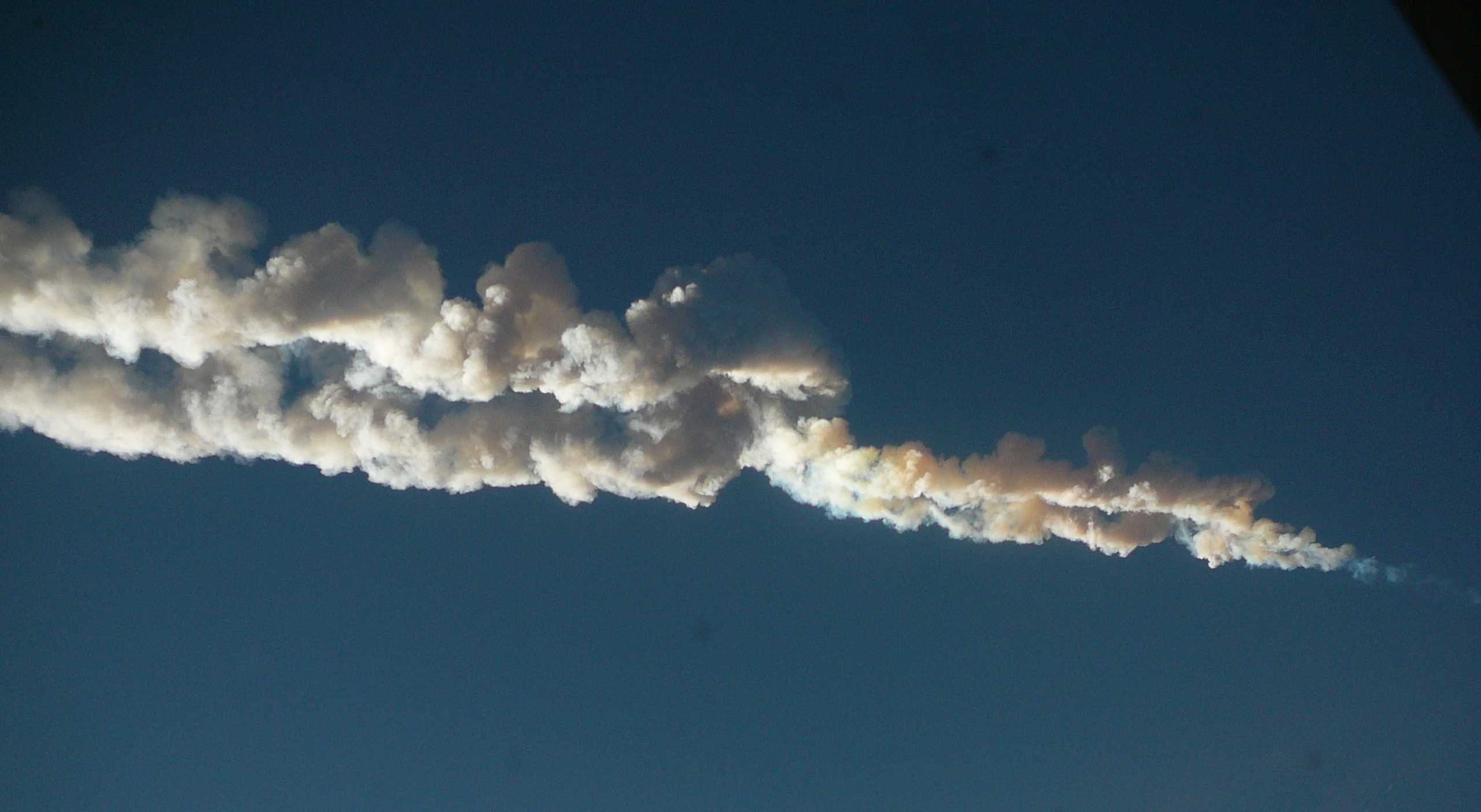
Meteoritnedslag.

- En meteorit exploderar över den ryska staden Tjeljabinsk och orsakar en kraftig meteoritskur över staden. Cirka 1500 personer skadas.

### 25 februari
- Allmänna val hålls i Italien. Mitten-vänster-alliansen Italia. Bene Comune vinner, men får dock inte majoritet i senaten. Komikern Beppe Grillos parti Movimento cinque stelle får 26 procent av rösterna.

### 28 februari
- Påven Benedictus XVI abdikerar från ämbetet klockan 20.00, på grund av sviktande kroppsliga krafter, till följd av hans ålder (85 år). Detta är första gången sedan 1415 som påven abdikerar, och första gången sedan 1294 som abdikationen sker på eget initiativ och inte av tvång.